# 木绒乡
木绒乡，是中华人民共和国四川省甘孜藏族自治州雅江县下辖的一个乡镇级行政单位。

## 行政区划
木绒乡下辖以下地区：
安桂村、木绒村、沙托村、新卫村、俄倭村、亚多村和瓦孜村。